# 奥苏乔
奥苏乔（義大利語：Ossuccio），曾是意大利科莫省的一个市镇。总面积8平方公里，人口1017人，人口密度127.1人/平方公里（2009年）。ISTAT代码为013172。
2014年5月25日，奥苏乔和另外三个市镇合并为新的特雷梅齐纳市镇。